# Sciadotenia toxifera
Sciadotenia toxifera là một loài thực vật có hoa trong họ Biển bức cát. Loài này được Krukoff & A.C. Sm. miêu tả khoa học đầu tiên năm 1939.